# Katafa
Pour les articles homonymes, voir Katafa crassisepalum.
Katafa est un village de Hongrie, situé dans le département de Vas. Lors du recensement de 2004, il y avait 398 habitants[réf. nécessaire].